# Giacomo Triga

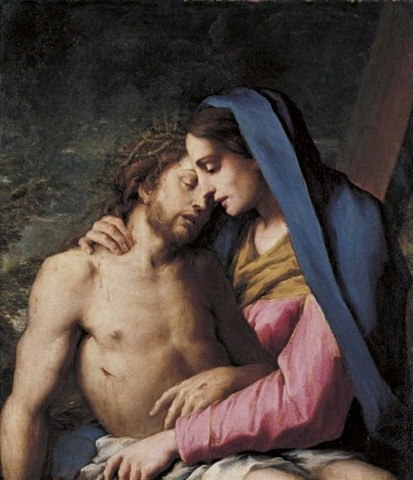
Pietà

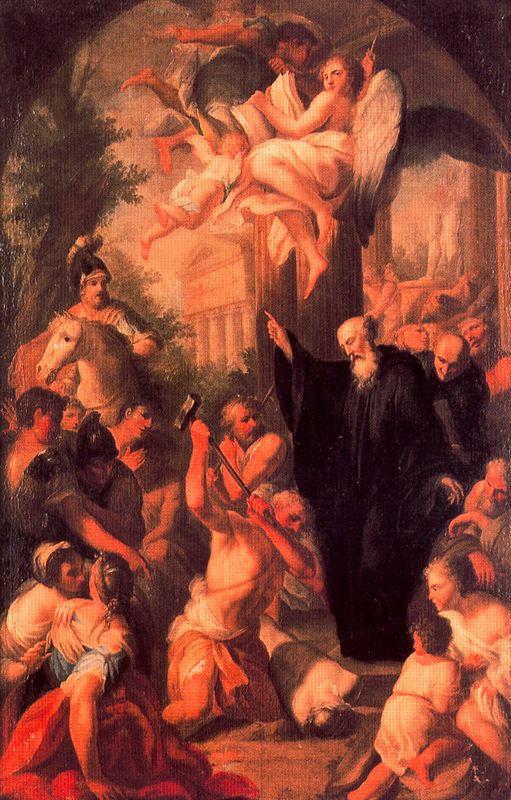
San Benito destruye el ídolo de Apolo

Giacomo Triga (Roma, 1674 - Roma, 1746), pintor italiano del barroco tardío.

## Biografía
Perteneciente a la Escuela Romana del último barroco, se formó en el taller de Benedetto Luti. Como artista independiente realizó gran número de obras en diversas iglesias de Roma y su comarca. Fue miembro de la Accademia di San Luca.
Uno de sus alumnos fue Pietro Bianchi, llamado Il Creatura.

## Obras destacadas
- San Benito destruye el ídolo de Apolo (Abadía de Montserrat)
- San Miguel arcángel (San Francesco di Paolo ai Monti, Roma)
- San Celso resucita a un muerto (Santi Celso e Giuliano, Roma)
- San Ivo (San Ivo de'Brettoni, Roma)
- Encuentro de San Ignacio de Antioquía y San Policarpo de Esmirna (San Clemente, Roma)
- Martirio de San Pablo (Santi Giovanni e Paolo, Roma)
- San Juan Bautista y santos (Sant'Andrea, Vetralla)
- Sueño de San José
- Virgen con los santos Ivo, Gilles y Gimnesio (1723, Santa Lucia della Tinta, Roma)
- Virgen Orante (1738, Templete de San Giacomo, Vicovaro)